# 仇炅
仇炅（1521年—？），字文綗，号近漳居士，山西潞安府長治縣雄山乡东火村人，民籍，明朝政治人物。嘉靖壬戌進士，官至戶部主事。

## 生平
嘉靖二十五年（1546年）丙午科山西鄉試第五名，嘉靖四十一年（1562年）壬戌科進士。授直隶如皋知县，改徽州府教授，升直隶广平府、顺天府通判、户部主事，因疾告归。

## 著作
著有《近漳集》。

## 家族
曾祖仇鏞，曾任七品散官；祖父仇鴻；父仇桓，曾任監生。母李氏。永感下。兄仇勲，旌表孝子。